# Erick Friedman
Erick Friedman (16 de agosto de 1939 - 30 de marzo de 2004) fue un violínista estadounidense y profesor de música en la Universidad de Yale. Nació en Newark, Nueva Jersey.
Comenzó a tocar el violín a los seis años de edad. Fue alumno de Samuel Applebaum, Ivan Galamian, Nathan Milstein y Jascha Heifetz. Terminó sus estudios en la  Universidad del Sur de California. En 1960 firmó con la casa RCA Victor y en 1961 grabó el Concierto para dos violines de Bach junto a su maestro Heifetz. Participó con diversas orquestas sinfónicas, entre ellas la de Bostón, Chicago y Londres. 
A pesar de las advertencias de Jascha Heifetz, quien le recomendó no presentarse en el tradicional Concurso Internacional Chaikovski, Friedman decidió participar. Por razones políticas, el jurado moscovita otorgó el sexto lugar a la destacada actuación del violinista estadounidense. 
A finales de la década de 1980 sufrió un accidente automovilístico, en el cual se lastimó el hombro y la mano izquierda. Se dedicó a la docencia como profesor de música en la Universidad de Yale. En 1996 ganó el premio Grammy por su álbum "The Heifetz Collection". En el año 2000, ganó el premio Ignace J. Paderewski, el cual le fue otorgado por sus distinguidas contribuciones a la sociedad y la cultura.  En 2004 murió a consecuencia de cáncer en New Haven, Connecticut.